# Gloria (inslagkrater)
Gloria is een inslagkrater op de planeet Venus. Gloria werd in 1985 genoemd naar Gloria, een Portugese meisjesnaam.
De krater heeft een diameter van 20,7 kilometer en bevindt zich in het quadrangle Meskhent Tessera (V-3).